# Apamea oxylus
Apamea oxylus là một loài bướm đêm trong họ Noctuidae.